# Joan d'Ibelin (jurista)
Joan d'Ibelin (1215 – desembre del 1266), comte de Jaffa i Ascaló, fou un destacat jurista i autor d'un tractat sobre el Regne de Jerusalem. Era fill de Felip d'Ibelin, senescal del Regne de Xipre, i d'Alice de Montbéliard, nebot de Joan I de Beirut. Per distingir-lo d'altres membres de la seva família i del mateix nom, també se l'anomenà Joan de Jaffa.

## Primers anys
Pertanyia a la primera branca dels Ibelin que s'establiren a Xipre, amb motiu de la regència que efectuà el seu pare.del 1218 al 1227. El 1229 Joan abandonà l'illa amb la seva família quan l'emperador Frederic II del Sacre Imperi Romanogermànic prengué possessió dels territoris. S'establí temporalment al nord de Palestina, on els seus parents tenien feus.
El 1232 participà en la batalla de Casal Imbert, quan el seu oncle Joan de Beirut, derrotà Riccardo Filangieri, lloctinent de l'emperador Frederic en orient. Vers el 1240 es casà amb Maria de Barbaron, germana d'Hethum I d'Armènia i cunyada del rei Enric I de Xipre. El 1241 fou probablement l'encarregat de redactar el document de compromís entre els Ibelin i l'emperador, en què s'establia que Simó V de Montfort governaria el reialme. Aquesta proposta mai es portà a la pràctica i Simó mai anà a Terra Santa; els Ibelin continuaren en disputa amb els representants dels Hohenstaufen, i el 1242 capturaren Tir als seus rivals. Joan participà en el setge.

## Participació en les croades

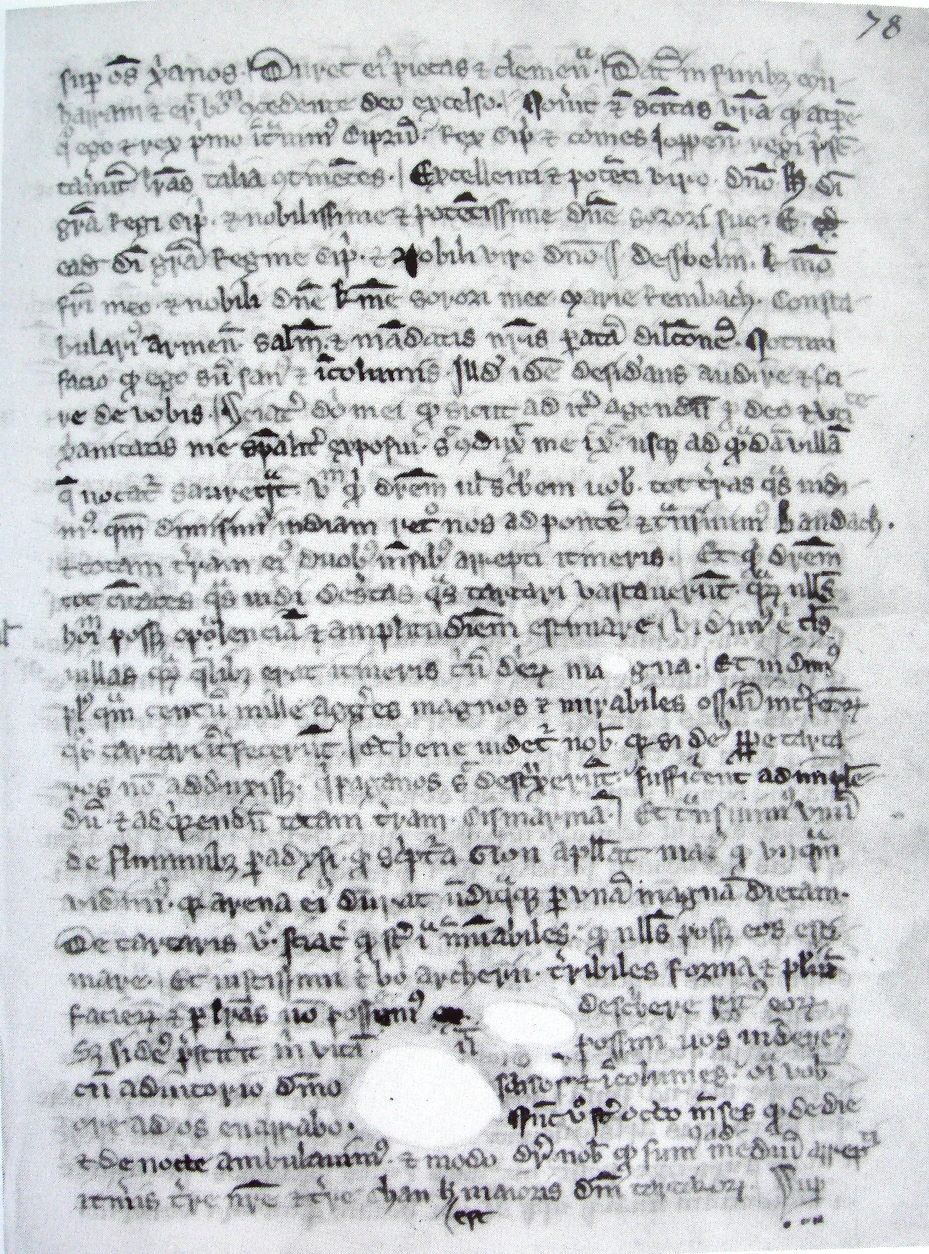
Carta de Simbaci el Conestable a Joan d'Ibelin, cunyat seu.

Entre el 1246 i el començament de la Setena Croada, Joan rebé els títols de comte de Jaffa i Ascaló i senyor de Ramla. Ramla era un dels antics senyorius dels Ibelin, però Jaffa i Ascaló havien estat en mans d'altres, el més recent Walter IV de Brienne, el fill del qual Joan de Brienne, (nebot del rei Enric) en fou desposseït. Això probablement passà quan el rei Enric, cosí de Joan d'Ibelin, esdevingué regent de Jerusalem, i distribuí terres del continent als seus barons de Xipre per assegurar-se uns vassalls de confiança. Jaffa era llavors un port d'importància menor i Ascaló fou arrabassada pels mamelucs a la guarnició dels hospitalers el 1247.
El 1249 Joan s'uní a la Setena Croada i participà sota les ordres del rei Lluís IX de França en la captura de Damiata. Lluís i altres cavallers foren capturats en la batalla de Fariskur però sembla que Joan no fou un d'ells. Lluís fou alliberat el 1252 i es traslladà amb el seu seguici a Jaffa. Jean de Joinville, cronista d'aquella croada, descriu a Joan en termes favorables; diu que la seva cuirassa era «una cosa fina de veure...» i que hi duia una creu esmaltada en roig intens. Joan ja era en aquell moment un senyor famós a l'est, que mantenia correspondència amb Enric III d'Anglaterra i amb el papa Innocenci IV, el qual confirmà les concessions de títols fetes per Enric I a Joan.
Enric I morí el 1253, Lluís IX marxà cap a França el 1254, i Joan esdevingué batlle de Jerusalem. Joan formalitzà la pau amb Damasc i emprà l'exèrcit de Jerusalem per atacar Ascaló; els egipcis assetjaren Jaffa el 1256 en resposta. Joan marxà contra ells i els derrotà; després de la victòria posà el govern de la ciutat en mans del seu cosí Joan d'Arsuf.
Mentrestant, les comunitats de mercaders de genovesos i venecians d'Acre entraren en conflicte, en el que s'anomenà guerra de Sant Saba. Joan donà suport als venecians. Per tal de retornar el regne a l'ordre, Joan i Bohemon VI d'Antioquia demanaren la presència de la reina vídua Plasència de Xipre que assumís la regència de l'absent Conradí. Això no obstant, els venecians derrotaren els genovesos en una batalla naval el 1258 i els genovesos abandonaren Acre. Amb Plasència i Hug a Acre, la família Ibelin deixà de tenir importància, però vers el 1263 Joan tingué un afer escandalós amb Plasència, que motivà l'enviament d'una carta de protesta De sinu patris per part del papa Urbà IV. Es creu que l'esposa de Joan i els seus fills vivien separats d'aquest quan això passà. Maria estava visitant la seva família de Cilícia el 1256 i el 1263, i morí poc després d'aquesta darrera, quan morí son pare, Constantí de Baberon.
Joan no pogué fer gaire quan el soldà mameluc Bàybars I, entrà en guerra amb els mongols en territori palestí. Bàybars reduí Jaffa a vassallatge, i usà el seu port per transportar aliments a Egipte. La treva entre Joan i Bàybars no fou duradora. Joan d'Ibelin morí el 1266 i el 1268 Bàybars capturà Jaffa.

## Obra
Del 1264 al 1266, Joan d'Ibelin escriví un extens tractat, actualment conegut pel nom Livre des Assises, que descriu l'activitat i natura dels jutjats i la ''Haute Cour'' de Jerusalem. També inclou detalls sobre l'estructura eclesiàstica i la dels barons d'aquell regne, el nombre de cavallers que hi pertanyien, i de quin senyor era vassall cadascú.

## Matrimoni i descendència
Amb Maria d'Armènia tingué els següents fills:
- Jaume (c. 1240- 18 de juliol del 1276), comte de Jaffa i Ascaló el 1266, casat amb Maria de Montbéliard c. 1260
- Felip (mort després del 1263)
- Guiu (c. 1250- 14 de febrer del 1304), comte titular de Jaffa i Ascaló el 1276, casat amb la seva cosina Maria, senyora de Naumaquia c. 1290
- Joan (mort després del 1263)
- Hethum
- Oshin
- Margarida (c. 1245-morta després del 1317), abadessa de Notre Dame de Tir, Nicòsia
- Isabel (c. 1250-morta després del 1298), casada amb Simbaci de Servantikar c. 1270
- Maria (morta després del 1298), casada primer amb Vahran de Hamousse, i després amb Gregorios Tardif el 10 d'octubre del 1298.